# Argyre Planitia
L'Argyre Planitia è una pianura situata nel bacino d'impatto Argyre negli altipiani dell'emisfero meridionali di Marte. Il nome le venne attribuito da Giovanni Schiaparelli nella sua mappa del Pianeta Rosso, tracciata sugli studi effettuati a partire dal 1877.
Il cratere Argyre si trova tra il 35° e il 61° Sud e tra il 289° e il 333° Est. Il bacino è largo circa 1800 km e scende di 5.2 km al di sotto delle pianure circostanti, è il terzo bacino d'impatto più profondo dopo il Bacino boreale e l'Hellas Planitia.
Il bacino è stato probabilmente formato da un gigantesco impatto durante il periodo soprannominato Late Heavy Bombardment all'inizio della storia del Sistema solare, circa 3,9 miliardi di anni fa. È uno degli antichi bacini d'impatto meglio conservati di quel periodo. Argyre è circondato da rilievi che formano disegni concentrici e radiali attorno al bacino. Diverse catene montuose sono presenti, tra cui i Charitum Montes e i Nereidum Montes.
Quattro grandi canali (dell'epoca noachiana) sono disposti radialmente al bacino. Tre di questi canali (Surius Valles, Dzígai Valles, e Palacopas Valles) sono confluiti nel Argyre da sud e da est attraverso i rilievi circolari. Il quarto canale, Uzboi Vallis, sembra provenire dal bordo settentrionale del bacino della Chryse Planitia e potrebbe aver prosciugato un lago di ghiaccio fuso situato all'interno del bacino. Un canale di deflusso più piccolo di nome Nia Valles, relativamente recente, si è probabilmente formato durante l'epoca amazzoniana dopo la fine dei maggiori fenomeni fluviali e lacustri. Il fondo del bacino originale è composto da materiale stratificato friabile e parzialmente espanso, che può essere attribuito a sedimenti lacustri. Non sono visibili anelli interni, tuttavia i rilievi isolati all'interno del bacino potrebbero essere i resti di un anello interno.
Il cratere Galle, situato sul bordo orientale del cratere Argyre, ricorda molto uno smiley.

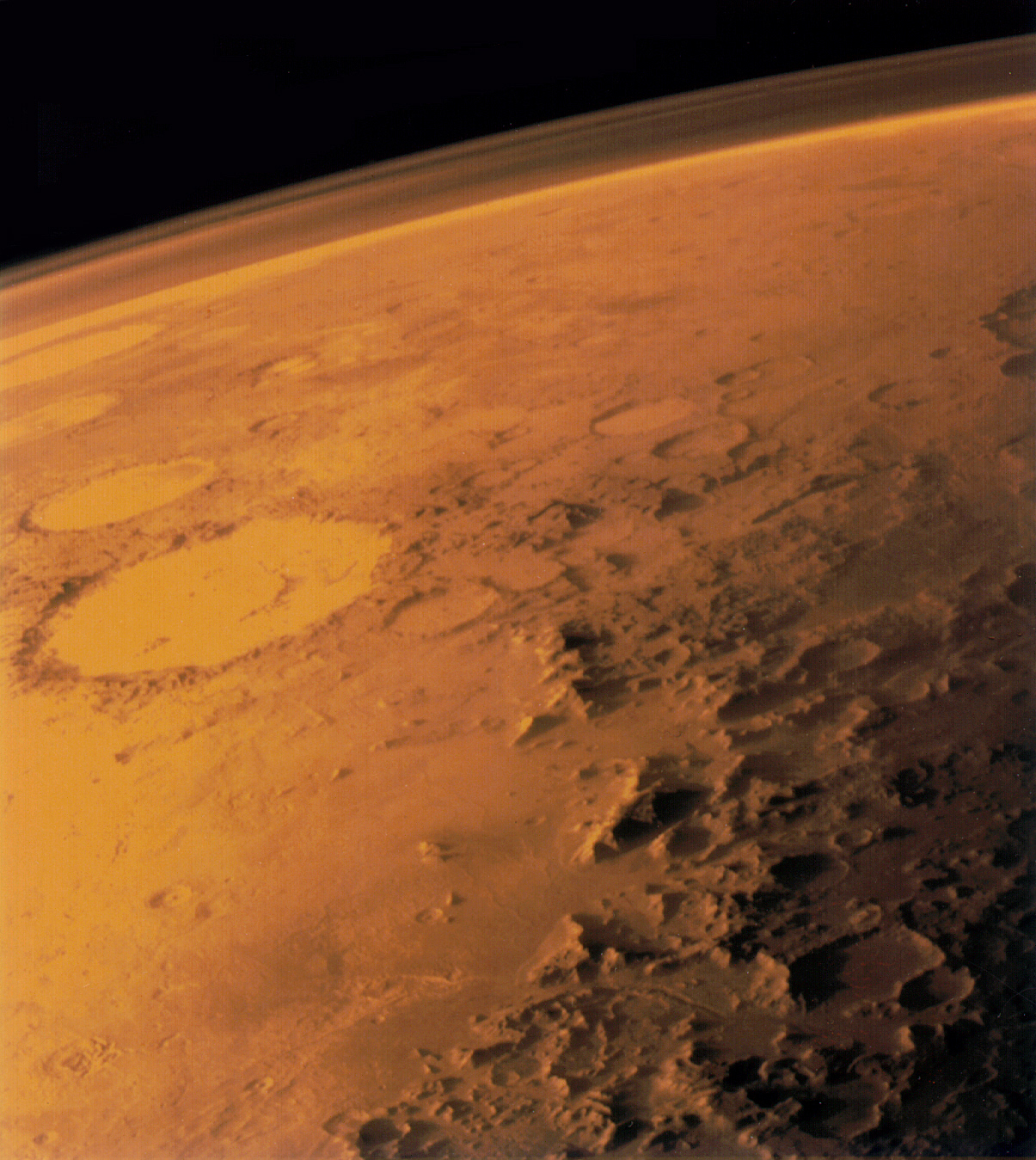
Il bordo meridionale del cratere Argyre, formato dai Charitum Montes. Adiacenti sono visibili delle creste, simili a esker glaciali. Sulla sinistra è visibile il cratere Galle mentre sullo sfondo si scorge la sottile atmosfera di Marte.